# Eleuterokok ostnitý

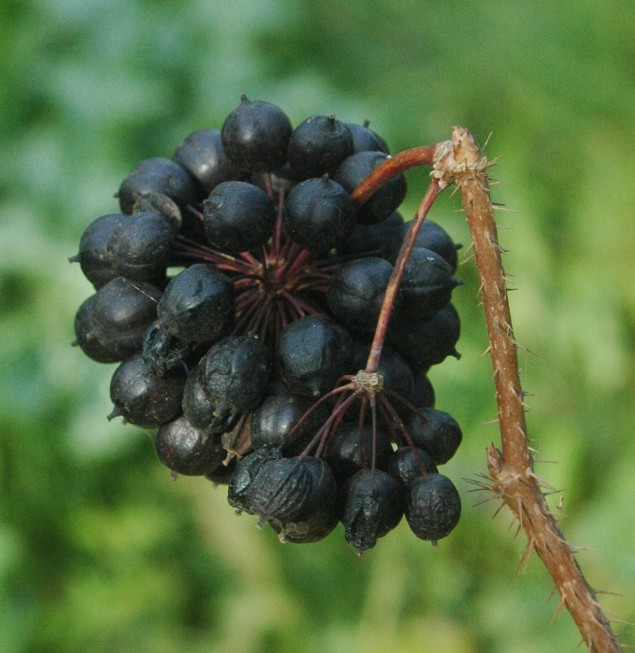
Plody eleuterokoku ostnitého

Eleuterokok ostnitý (Eleutherococcus senticosus) je ostnatý keř, kterému se pro léčivé účinky jeho kořenů a místo původu přezdívá „Sibiřský ženšen“. Je jedním z asi třiadvaceti druhů rodu Eleutherococcus který byl v minulosti znám pod rodovým jménem Acanthopanax.

## Výskyt
Druh je rozšířen ve východních oblastech Asie, severním směrem zasahuje poměrně vysoko, až po střední tok řeky Amur (nad 50° severní zeměpisné šířky). Vyskytuje se hlavně na východě Ruska (včetně Sachalinu), na severovýchodě Číny, v Japonsku a na korejském poloostrově. Tato nenáročná rostlina roste ve vlhčích řídkých smíšených i jehličnatých lesích nebo křovinách, obvykle na teplejších, jižně orientovaných svažnatých místech. Toleruje půdy hlinité, písčité nebo jílovité, kyselé i alkalické a taktéž s nízkou výživnou hodnotou, snáší plné slunce i polostín. Asi před 20 léty byly v Rusku v Přímořském a Chabarovském kraji osázeny touto rostlinou velké plochy, to mělo pokrývat poptávku a zamezit devastaci přirozených porostů.
Dlouho nepatřila tato rostlina tradiční čínské medicíny mezi všeobecně známé druhy s tonizujícími účinky, teprve v 50. létech 20. století se začala vědecky zkoumat a používat jako náhražka za nedostatkový a obtížně pěstovatelný ženšen. Z rostliny se používají hlavně kořeny, hodně účinných látek je i v listech. Nejvíce jich obsahují kořeny v druhé polovině září kdy se šetrně odřezávají a suší při teplotě do 70 °C.

## Popis
Eleuterokok ostnitý je vytrvalý, opadavý, mrazuvzdorný keř dorůstající do průměrně výše 1,5 až 2 m, výjimečně až 4 m. Jeho kořenový systém je silně rozrostlý, ve svrchní vrstvě půdy je tvořen bohatě větvenými a poměrně tenkými kořínky (obvykle tlustými 2 cm) s celkovou délkou až 30 m. Nad zemí vyrůstá i 20 stonků s tenkou světlešedou kůrou které se v horní části větví. Stonky a hlavně mladé větve jsou hustě porostlé křehkými ostny jež jsou natočeny špičkou dolů.
Listy s řapíky až 12 cm dlouhými jsou tři až pětičetně dlanitě složené. Roztroušeně chlupaté čepele lístků jsou 5 až 13 × 3 až 7 cm velké, vyrůstají na krátkých řapíčcích, jsou podlouhlé nebo eliptické, mají klínovitou bázi a špičatý vrchol, po obvodě jsou zubaté a mají výraznou zpeřenou žilnatinu o 6 nebo 7 párech.
Na koncích některých větví vyrůstají drobné, dlouze stopkaté, voňavé pětičetné květy v jednoduchých kulovitých okolících. Tato květenství jsou složena z květů oboupohlavných, samčích i samičích. Oboupohlavné a samčí jsou zpravidla světle fialové, samičí nažloutlé. Tyčinky bývají v květu čtyři nebo pět, semeník má pět oddílů po dvou vajíčkách z nichž jedno degeneruje. Rostliny vykvétají v červenci a srpnu.
Souplodí obsahuje tmavě fialové plody, vejčité bobule až 1 cm dlouhé které po uzrání v záři až říjnu zůstávají ještě dlouho na keři. Nejedlá bobule obsahuje zpravidla pět žlutých, plochých, půlměsíčkovitých, 3 až 8 mm velkých semen s nedostatečně vyvinutým embryem, hmotnost tisíce suchých semen je 5 až 10 gramů. Semena klíčí obvykle až po stratifikaci druhým rokem, nové rostliny poprvé kvetou nejdříve ve 3 létech. Keře se rozmnožují i oddělky kořenů. Ploidie druhu je 2n = 48.

## Význam
Eleuterokok ostnitý se svými léčivými účinky rovná těžce dostupnému ženšenu. Jeho kořeny i listy obsahují vedle lipidů a silic, různé druhy pryskyřic, flavonoidů, sacharidů, polysacharidů, glykosidů a velké množství draslíku, fosforu a vápníku.
Extrakt z kořenů nebo listů působí v širokém spektru na lidský organismus hlavně díky tonizujícímu vlivu aniž by vykazoval nežádoucí účinky nebo se stával návykovým. Podle vědeckých údajů plynoucích z testování na zvířatech i lidech je schopen snižovat obsah cholesterolu i glukózy v krvi, má antidepresivní účinky a stimulační vliv na činnost centrálního nervového systému, zrychluje uzdravování po prodělaném infarktu a upravuje krevní tlak, dokáže u imunitního systému vybudit antivirovou a antibakteriální aktivitu, má retardační účinky na benigní i maligní nádory, stimuluje endokrinní funkce pohlavních žláz a zvyšuje aktivitu samčích pohlavních orgánů.[zdroj?]
Droga je považována za téměř ideální povzbuzovací prostředek zvyšující kondici a výkonnost organismu, zvláště se doporučuje při rekonvalescenci a po těžkých pooperačních stavech. V České republice jsou registrovány léčivé přípravky např. „Eleutherosan“ a „Eleuterokok ostnitý–extrakt“.